# It (novela)
It (en español, «Eso») es una novela de terror publicada en 1986 por el escritor estadounidense Stephen King. Cuenta la historia, en un juego de correspondencias con el pasado y el presente, de un grupo de siete amigos que son perseguidos por una entidad sobrenatural, al que llaman «Eso», que es capaz de cambiar de forma y se alimenta principalmente del terror que produce en sus víctimas. La narración orbita en torno a la localidad ficticia de Derry (Maine) y la inexplicable aura de horror y muerte que la rodea.

## Argumento

### 1957-1958
Durante una fuerte tormenta en Derry, Maine, un niño de seis años llamado George Denbrough sale a la calle en medio de la lluvia para jugar con un barquito de papel fabricado por su hermano hasta que lo pierde en un desagüe. Al asomarse por éste, se encuentra con un payaso que se hace llamar Pennywise, el payaso bailarín (también conocido más tarde como Bob Gray). George rechaza un globo que intenta regalarle, pero Pennywise lo incita a acercarse más al desagüe y recuperar su bote; cuando el niño lo hace, el payaso le arranca el brazo y lo deja desangrarse hasta la muerte. Más tarde, un vecino descubre su cuerpo y lo lleva a casa de los Denbrough.
En junio del año siguiente, un niño de once años con sobrepeso llamado Ben Hanscom es acosado por un matón llamado Henry Bowers y su pandilla, escapando a un páramo pantanoso conocido como Los Barrens cuando es atacado por dichos matones en el último día de clases. Allí, Ben se hace amigo de un hipocondríaco asmático llamado Eddie Kaspbrak y Bill Denbrough, el hermano mayor de Georgie, que sufre de tartamudeo y viaja en una vieja bicicleta oxidada llamada "Silver". Los tres chicos luego se hacen amigos de los inadaptados Richie Tozier, Stanley "Stan" Uris y Beverly Marsh, quienes en algún momento se refieren a sí mismos como "El Club de los Perdedores". Semanas antes de las vacaciones y durante los primeros días de verano, los Perdedores se encuentran con Eso en manifestaciones aterradoras: una momia en un canal congelado a Ben, un hombre lobo a Richie, una fuente de sangre que sólo los niños pueden ver en el fregadero de Beverly, un leproso a Eddie, cadáveres ahogados a Stan y un fantasma de Georgie a Bill. Los Perdedores finalmente se dan cuenta de que todos están siendo acosados por la misma entidad asesina de niños que mató a Eddie Corcoran en la forma del Monstruo de la Laguna.
Mientras tanto, Henry, cada vez más desquiciado y sádico, comienza a centrar su atención en su vecino afroestadounidense, Mike Hanlon, y su padre Will Hanlon. Henry mata al perro de Mike y persigue al niño aterrorizado hasta Los Barrens, donde se une a los Perdedores para expulsar a la pandilla del primero en una pelea de rocas, no sin antes jurar venganza. Mike les revela su propio encuentro con Pennywise en la forma de un pájaro carnívoro mientras les muestra a los Perdedores su álbum de recortes históricos; el grupo se da cuenta de que Eso es un monstruo que se aferra a la ciudad. Después de más encuentros con él, los Perdedores construyen un agujero de humo improvisado que Richie y Mike usan para alucinar sus orígenes como una antigua entidad alienígena que llegó a la Tierra en un meteorito y se alimenta de niños durante un año antes de entrar en una hibernación de 27 años.
A finales de julio, después de que Eddie sea hospitalizado por Henry y varios de sus amigos, Beverly es testigo de uno de los matones, Patrick Hockstetter, asesinado por Eso en forma de una enjambre de sanguijuelas mientras vaciaba un refrigerador donde solía atrapar y matar animales heridos. Los Perdedores luego descubren un mensaje escrito en la sangre de Patrick, advirtiéndoles que los matará si interfieren. Después de que Eddie sea dado de alta del hospital con un brazo roto, Ben hace dos balines de plata con una moneda con la creencia de que el metal lo dañará. La narración de la historia cambia a la perspectiva de Pennywise en ese punto, revelándolo como un ser de otra realidad conocida como el Macroverso, que se nutre del miedo al aterrorizar a los niños en las formas que asume.
Los Perdedores viajan a la casa en la calle Neibolt, donde Eddie, Bill y Richie lo habían encontrado previamente, lo que obligó a Pennywise a huir a las alcantarillas después de que los Perdedores lo hirieran con el balín de plata en forma de Hombre lobo. Al considerar a los Perdedores una amenaza, le proporciona a Henry una navaja mientras lo manipula para asesinar a Oscar "Butch" Bowers, su padre abusivo, y recluta a sus amigos Victor "Vic" Criss y Reginald "Belch" Huggins para ayudarlo a seguir a los Perdedores hasta las alcantarillas para matarlos. Pero Vic y Belch son asesinados por Eso en la forma del Monstruo de Frankenstein mientras un Henry traumatizado se pierde en las alcantarillas. En las alcantarillas, Bill realiza el ritual de "Chüd" que aprendió a enfrentarlo en el Macroverso, donde se encuentra con la antítesis del monstruo Maturín, una antigua tortuga que creó el universo (que vomitó después de un dolor de estómago), quien explica que solo puede ser derrotado durante una batalla de voluntades.
Bill entra en su mente a través del ritual y ve la verdadera forma de él, una masa de luces naranjas destructivas llamadas "Luces de Muerte" antes de que Bill derrote al monstruo con la ayuda de Maturín. Después de la batalla, sin saber si lo mataron o no, los Perdedores se pierden en las alcantarillas hasta que hacen el amor con Beverly para devolver la unidad al grupo. Los Perdedores hacen un juramento de sangre para regresar a Derry en caso de que reaparezca. Henry, después de haber perdido la cordura cuando salió de las alcantarillas a un río cercano, está institucionalizado después de ser culpado por los asesinatos de niños.

### 1984-1985
En julio de 1984, en el carnaval anual de Derry, tres adolescentes atacan brutalmente a un joven homosexual llamado Adrian Mellon y lo arrojan desde un puente. Son arrestados y acusados de asesinato cuando se encuentra el cadáver mutilado de Mellon. Uno de los asesinos afirma que vio a un payaso excéntrico matar a Mellon debajo del puente. El novio de Adrian, Don Hagarty, la otra víctima del ataque, también había notado al payaso, pero los fiscales lo convencen de no mencionarlo durante el juicio.
Cuando ocurre una serie de asesinatos violentos de niños en Derry una vez más, un adulto Mike, ahora el bibliotecario de la ciudad y el único de los Perdedores que permanece en Derry, llama a los seis exmiembros del grupo y les recuerda su infancia y sobre cuando prometieron regresar si los asesinatos cometidos por Eso comienzan de nuevo. Bill es ahora un exitoso escritor de terror que vive en Inglaterra con su esposa actriz, Audra. Beverly es una diseñadora de moda en Chicago, que se ha casado con un hombre abusivo llamado Tom Rogan, que le recuerda a su padre. Eddie se mudó a la ciudad de Nueva York, donde dirige una empresa de alquiler de limusinas y se casó con una mujer codependiente histérica similar a su madre hipocondríaca. Richie vive actualmente en Los Ángeles, California, y trabaja como un disc-jockey. Ben ahora es delgado y un arquitecto exitoso pero solitario, que vive en Nebraska y Stan es un adinerado contador que reside en Atlanta, Georgia, y está casado con una maestra llamada Patty Blum. Antes de las llamadas telefónicas de Mike, todos los Perdedores se habían olvidado por completo del trauma de su infancia, reprimiendo los recuerdos. Sin embargo, todos menos Stan aceptan a regañadientes regresar a Derry. Después de la llamada telefónica de Mike, Stan está tan asustado ante la idea de enfrentarlo nuevamente que se corta las muñecas en la bañera y escribe "ESO" en la pared con su propia sangre. Tom se niega a dejar ir a Beverly y trata de golpearla, pero ella lo ataca antes de huir, causándole numerosas heridas. Los cinco regresan a Derry con la más mínima conciencia de por qué lo están haciendo, recordando sólo el terror absoluto y su promesa de regresar.
Los Perdedores se reúnen para almorzar en un restaurante chino, donde Mike les recuerda que Eso se despierta una vez aproximadamente cada 27 años durante 12 a 16 meses cada vez, alimentándose de niños antes de volver a dormir y el grupo decide matarlo de una vez por todas. A sugerencia de Mike, cada persona explora diferentes partes de Derry para ayudarle a restaurar sus recuerdos. Mientras exploran, Eddie, Richie, Beverly y Ben se enfrentan a manifestaciones de ello (Eddie como Belch Huggins y amigos de la infancia en formas leprosas y zombificadas, Richie como una estatua de Paul Bunyan, Beverly como la bruja de Hansel y Gretel en el hogar de su infancia y Ben como Drácula en la biblioteca de Derry). Bill encuentra su bicicleta infantil "Silver" y se la lleva a Mike.
Otras tres personas también están convergiendo en la ciudad: Audra, que está preocupada por la ausencia de Bill; Tom, quien planea matar a Beverly por haber roto su relación; y Henry, quien escapó del asilo mental Juniper Hill con ayuda de Eso. Mike y Henry tienen una confrontación violenta en la biblioteca. Mike casi muere, pero Henry escapa, gravemente herido. Henry es conducido al hotel, donde Eso le indica que mate al resto de los Perdedores. Henry primero ataca a Eddie, rompiéndose el brazo una vez más, pero en la pelea, Henry es asesinado.
Pennywise se le aparece a Tom y le ordena capturar a Audra. Tom lleva a Audra a su guarida y al ver su verdadera forma, Audra se vuelve catatónica, y Tom cae muerto en estado de shock. Bill, Ben, Beverly, Richie y Eddie se enteran de que Mike está cerca de la muerte y se dan cuenta de que están siendo forzados a otra confrontación con él. Descienden a las alcantarillas y usan su fuerza como grupo para "enviar energía" a un Mike hospitalizado, que lucha contra una enfermera que está bajo su control. Alcanzan su guarida y descubren que Pennywise ha tomado la forma de una araña gigante. Bill y Richie entran en su mente a través del ritual de Chüd, pero se pierden en él. Para distraerlo y traer de vuelta a Bill y Richie, Eddie corre hacia él y usa su aspirador para rociar la medicina en el ojo y la garganta. Aunque tiene éxito, Pennywise muerde el brazo de Eddie, y este muere debido a la pérdida masiva de sangre. Pennywise huye para atender sus heridas, pero Bill, Richie y Ben lo persiguen y descubren que ha puesto huevos. Ben se queda atrás para destruir los huevos, mientras Bill y Richie se dirigen hacia su confrontación final con él. Bill se abre paso dentro de su cuerpo y aplasta su corazón, causándole la muerte a Eso. El grupo se reúne para salir de la guarida de Eso y aunque intentan llevar los cuerpos de Audra y Eddie con ellos, se ven obligados a dejar a Eddie atrás. Llegan a la superficie y se dan cuenta de que las cicatrices en sus manos de cuando eran niños han desaparecido, lo que indica que su terrible experiencia finalmente ha terminado.
Al mismo tiempo, la peor tormenta e inundación en la historia de Maine arrasa con Derry, y el centro de la ciudad se derrumba. Mike concluye que Derry finalmente se está muriendo. Los Perdedores regresan a casa y poco a poco comienzan a olvidarse de Eso, Derry y el uno del otro. El recuerdo de Mike de los eventos de ese verano también comienza a desvanecerse, así como cualquiera de los registros que había escrito anteriormente, para su alivio, y considera comenzar una nueva vida en otro lugar. Ben y Beverly se van juntos y se convierten en pareja, mientras que Richie regresa a California. Bill es el último en dejar Derry, pero antes de irse, lleva a Audra (todavía catatónica) a dar un paseo en Silver, despertándola, y terminan compartiendo un beso entre los dos.

## Personajes

### Eso
Eso aparentemente se originó en un vacío más allá del Universo, un lugar al que en la novela llaman «Macrocosmos». El nombre real de Eso (si es que tiene nombre) es desconocido, aunque en varios puntos de la historia, se hace llamar «Pennywise» o «Bob Gray». Así mismo, la verdadera forma de Eso nunca ha sido vista. En su guarida subterránea, toma forma de algo que la mente humana asimila a una araña gigante; sin embargo, su forma verdadera existe en un mundo muy lejano al físico, que el mismo monstruo llama «Fuegos fatuos». La forma que más utiliza es de Pennywise el payaso bailarín, pero puede tomar la forma de los peores temores de aquellos a quienes ataca; por eso cada uno de los chicos lo recuerda de modo distinto (una momia, un leproso, chicos muertos, un pájaro...).
Eso cayó a la Tierra en un enorme cataclismo muy similar a un impacto de asteroide y se estrelló donde, millones de años después, se levantaría el pueblo de Derry. Una vez que los humanos empezaron a asentarse en ese territorio, el monstruo despertó, comenzó a alimentarse y adoptó un ciclo de hibernación por un largo período, despertando aproximadamente cada 27 años. Cuando Eso despierta ocurre una gran ola de violencia y otra gran ola de violencia ocurre cuando vuelve a dormir.
En los periodos intermedios entre cada par de eventos, es decir mientras está despierto, una serie de desapariciones y asesinatos de niños ocurren, los cuales nunca son resueltos. A lo largo del tiempo, nadie parece recordar la ola de ataques del ciclo anterior. Las autoridades ofrecen explicaciones que, sin importar lo simples o descabelladas que parezcan, la gente acepta; se encuentra un chivo expiatorio y se da por concluido el asunto. La razón de esto es que, a lo largo del tiempo, Eso ha desarrollado una siniestra relación con el poblado de Derry y sus habitantes. Eso nunca permite que el pueblo llame demasiado la atención, para poder seguir usándolo como campo de caza. Del mismo modo, diversas manifestaciones del monstruo han estado presentes en cada uno de los eventos que han desencadenado las olas de violentas tragedias. De hecho, el poder sobre el pueblo es tan absoluto, que su muerte, en el segundo ritual de Chüd, ocasiona una tormenta y una inundación que terminará destruyendo el mismo centro de Derry.
El antagonista natural de Eso es La Tortuga, otro antiguo ser del «Macrocosmos» que años atrás vomitó nuestro Universo y posiblemente otros. El libro narra que Eso y La Tortuga fueron creados por alguien a quien llaman «El Otro».

### Los Perdedores
Los perdedores son siete niños que han sido unidos por sus infelices vidas, pues son víctimas del bravucón Henry Bowers y su pandilla de matones. Finalmente se enfrentan a Eso, al descubrir que unidos cobran más fuerza. Son los clásicos personajes de King; héroes plausibles que se encuentran con el mal y que, aunque no lo comprendan, se enfrentan a él.
- William "Bill" Denbrough: también conocido como "Bill el Tartaja" porque es tartamudo. Su hermano George fue asesinado por Eso en 1957. A partir de esa tragedia, sus padres lo ignoran y él desarrolla un gran complejo de culpa, y por eso decide matar a Eso, pensando que así no tendría que soportar más la muerte de su hermano y podría continuar con su vida. Es el más ingenioso y determinado de «Los perdedores», que lo consideran como el líder de su grupo, y es el único que, en 1958 y 1985, confronta a 'Eso' en el ritual de Chüd y después logra destruir a Eso atravesando su corazón. En su vida adulta es un afamado escritor (como el mismo King y muchos de sus protagonistas). Además está casado con una reconocida actriz de cine. Es el más devoto a que el grupo permanezca unido.
- Benjamin "Ben" Hanscom: por causa de su sobrepeso se convierte en la frecuente víctima de Henry Bowers. Además, sufre la ausencia de su padre, muerto en la guerra de Corea. Él está locamente enamorado de Beverly Marsh, aunque guarda en secreto sus sentimientos por ella. Sus habilidades de construcción son muy útiles para «Los perdedores», por hacer un dique donde jugaban y un refugio donde se ocultaban al ser perseguidos por Bowers y compañía. En su vida adulta, se convierte en un exitoso (pero solitario) arquitecto. En el segundo enfrentamiento con Eso, destruye los huevos que la araña había puesto. El ve al 7 como un número mágico y cree que no debería haber uno más ni menos en el grupo de los perdedores.
- Beverly "Bev" Marsh: La única chica del grupo. En 1958, Beverly vivía en la parte pobre de Derry y tenía un padre que abusaba a menudo de ella. Inicialmente, Beverly estaba enamorada de Bill Denbrough. Sus habilidades con el tirachinas constituyen el punto clave en la batalla contra Eso. Ya adulta, se convierte en una exitosa diseñadora de moda, pero está casada con un marido abusador, reflejo de su padre. Tras la destrucción del monstruo se queda con Ben Hanscom. En el capítulo "Amor y Deseo", con 11 años y justo cuando están perdidos en las alcantarillas tras la batalla contra "Eso", incita a todos los chicos a tener relaciones sexuales con ella para mantenerse unidos como grupo y poder escapar. Esto da lugar a una orgía en la que todos los chicos pierden su virginidad con Beverly, simbolizando el fin de la inocencia y el paso a la edad adulta.
- Richard "Richie" Tozier: es el miembro más divertido del grupo; a veces hace grandes bromas o personificaciones y esto prueba ser un arma muy poderosa contra Eso. Su trauma de la niñez es que utiliza rápidamente los insultos cuando no debería hacerlo y sabe que está en peligro si lo hace, pero aun así los dice. En su primer encuentro con "Eso" lo ve con forma de hombre lobo de una de las películas que había visto. En su vida adulta, es un muy famoso comediante radial. En el duelo final sorprende a Eso continuando el rito de Chüd, cuando éste creía que solo Bill presentaría batalla de esta forma.
- Edward "Eddie" Kaspbrak: es el miembro, físicamente, más frágil del grupo; es un hipocondríaco y tiene asma (psicosomática). Educado por una madre dominante y sobreprotectora, desde la muerte de su padre. En su vida adulta maneja un negocio de limusinas y logra bonanza económica, pero se casa con una mujer muy similar a su madre. Cuando está con sus amigos, reúne el coraje suficiente para enfrentarse al peligro, como es el caso en ambos encuentros con Eso. Él siente un gran respeto y profundo cariño hacia Bill ya que lo consideraba su mejor amigo y lo quería como a un hermano, incluso declaró que cuando eran niños él hubiera dado su vida por salvar a Bill. Sin embargo, en el segundo ataque pierde la vida combatiendo con el monstruo al intentar salvar a Bill y a Richie cuando se encontraban dentro de los fuegos fatuos.
- Michael "Mike" Hanlon: el último en unirse a «Los perdedores». Por ser afroamericano es perseguido muchas veces por Henry Bowers. Tras el primer enfrentamiento con Eso, Mike es el único que se queda en Derry y se convierte en bibliotecario. Él se ocupa de llamar a los demás cuando los asesinatos comienzan de nuevo en 1985. Su padre tiene un álbum de fotos (incluyendo varias donde aparece Pennywise) y recortes de diarios donde están documentados varios eventos importantes en la historia de Derry. Con los conocimientos que tiene de Derry y de Eso, se convierte en el historiador del pueblo e investiga los sucesos sobrenaturales que le rodean. Debido a que fue herido de gravedad por Henry Bowers, no puede asistir al segundo ataque contra el monstruo, pero al final se le ve recuperándose exitosamente en un hospital.
- Stanley "Stan" Uris: conocido como "Stan, el galán". Es el último en aceptar la existencia de Eso y afirma que su existencia no tiene lógica. Stan, así como Mike, por motivos religiosos (es judío) fue perseguido por Henry Bowers. Cuando niño, era un boy-scout y su pasatiempo era observar pájaros. Al derrotar a Eso en 1958 tuvo la idea de hacer una promesa que consistía en que si Eso volvía ellos regresaron a terminar el trabajo y se cortaron las palmas con una botella y luego se agarraron de la mano e hicieron un círculo. Después, de adulto, se hace socio de una poderosa firma de contables en Atlanta. Sin embargo, se suicida cortándose las venas en la bañera después de la llamada telefónica que le hace Mike para no enfrentarse a sus miedos del pasado; antes de morir escribe la palabra "ESO" con su propia sangre en la pared.

### Personajes secundarios
- Henry Bowers: durante su infancia Henry fue el abusador del colegio. Se le describe como un desquiciado peligroso. A lo largo de la novela va perdiendo cada vez más su cordura, siendo manipulado por Eso para matar a «Los perdedores». Henry y su pandilla persiguen a «Los perdedores» por las alcantarillas, donde el monstruo se manifiesta ante ellos, asustando a Henry hasta tal punto que su cabello queda de color blanco por el resto de su vida. Una vez que «Los perdedores» obligan al monstruo a retirarse, Henry se confiesa culpable de todos los asesinatos de los niños y es encerrado en el manicomio-prisión de Juniper Hill. Años más tarde Eso ordena a Henry asesinar a sus antiguos enemigos; entonces escapa del asilo con ayuda de Eso y se encuentra con Mike, a quien hiere de gravedad. Finalmente es asesinado por Eddie.
- Victor Criss: es el amigo inseparable de Henry Bowers, y el único de su banda que muestra cierta madurez y sentido común. Es asesinado por el monstruo en las cloacas.
- Reginald "Belch" o "Eructo" Huggins: uno de los amigos de Henry Bowers, también es asesinado por el monstruo en las cloacas.
- Patrick Hockstetter: psicópata y solipsista, que a veces está con la banda de Henry. Patrick tiene una caja de lápices llena de moscas muertas, a las que mata con su regla, y muestra a los demás estudiantes. También captura pequeños animales, generalmente lesionados, los encierra en una nevera en el depósito de chatarra y los deja allí para que mueran. Junto con la matanza de animales, Patrick también ha asesinado a su hermano, Avery (siendo un bebé), por asfixia cuando tenía cinco años de edad. Estando a solas con Henry, Victor y Belch en una sesión de pedos (por comer alubias) en el depósito de chatarra una tarde de julio de 1958, no se dan cuenta de que Beverly los espía y cuando Victor y Belch se van, Patrick le propone a Henry tener una masturbación mutua pero cuando se ofrece a darle sexo oral, Henry dice que eso es de "maricas" y le da a Patrick un golpe en la boca. Patrick alega que le gustó ya que se le puso dura, pero Henry lo amenaza diciendo que sabe lo de su nevera y que le contará a todos que le gusta torturar y guardar animales. Una vez que Henry se ha marchado, Patrick abre su nevera para sacar al animal que estaba adentro (una paloma), pero es atacado por un enjambre de sanguijuelas voladoras, su mayor temor. El enjambre succiona la sangre de Patrick, dejándole grandes huecos en todo el cuerpo, un momento antes de perder el sentido ve que una silueta sale del último coche abandonado y que su cara es como cera derretida ya que no logra decidir quién o qué forma adoptar. "Hola y adiós" dice esa silueta, agarra a Patrick por el brazo y empieza a arrastrarlo y Patrick, que sigue tratando de gritar, pierde la conciencia. Cuando se despierta, Eso empieza a alimentarse de él.
- Oscar "Butch" Bowers: padre de Henry, es un borracho veterano de la Batalla de Iwo Jima. Se le conoce como un lunático, quien culpa a Will Hanlon (padre de Mike) de todos sus problemas (razón del odio de Henry por Mike). Su hijo Henry lo asesina antes de perseguir a «Los perdedores», con una navaja, regalo de Eso, que toma la forma de eructo en el manicomio.
- Alvin Marsh: es el padre de Beverly, un hombre trabajador de clase baja. Es un hombre bipolar que golpea a su hija por cualquier razón, sobre todo si se trata de algo relacionado con la sexualidad. Es manipulado por Eso, jugando con sus temores, obligándolo a casi violar a la chica.
- Tom Rogan: es el abusador esposo de Beverly Marsh (reflejo del padre de Bev), quien manipulado por Eso, llega a Derry con una gran rabia y celos contra Bill Denbrough y Beverly, buscando asesinarlos. Finalmente Tom captura a Audra Denbrough (la esposa de Bill) y la lleva a la guarida de Eso; Tom muere instantáneamente al ver a esa gigantesca araña y quedar expuesto a sus «Luces de Muerte», mientras que Audra queda en estado catatónico.
- Audra Denbrough: Esposa de Bill Denbrough y actriz de Hollywood. Es secuestrada por Tom Rogan, esposo de Beverly Marsh, quien la lleva a las cloacas en donde se encuentran a Eso. Después de la muerte de Tom, Eso le muestra los fuegos fatuos y queda catatónica tras decir "¡Por dios, es hembra!". Después de la batalla final, Bill la sube a su bicicleta y en el paseo, comienza a salir de su estado catatónico.
- Edward "Eddie" Corcoran: Compañero de clases de "Los perdedores" y "La banda de Henry". Al igual que Beverly, Eddie y su hermanito Dorsey son víctimas de violencia infantil por su padrastro Richard Macklin, Sin embargo, a diferencia del padre de Beverly, quien resultó ser un padre cariñoso y atento a veces, el padrastro de Eddie a menudo los golpeaba brutalmente y sin previo aviso, en un momento le lanzó a Eddie un perchero con la fuerza suficiente para hacerle orinar sangre durante dos semanas, simplemente porque Eddie golpeó la puerta de su casa por accidente. En mayo de 1957, Richard golpeó a Dorsey en la parte posterior de la cabeza con un martillo, matándolo accidentalmente y encubriéndolo para que pareciera un accidente. Dos días antes de las vacaciones de verano en junio de 1958, Eddie se escapa de casa y decide descansar en el parque. Mientras está sentado en la orilla del canal, el hermano muerto de Eddie, Dorsey, se acerca a él, agarrándolo del tobillo. Eddie se libera y corre, pero Dorsey rápidamente lo persigue. Después de un corto tiempo, Eso se transforma en la criatura de la Laguna Negra, el mayor temor de Eddie. Alcanza a Eddie y lo estrangula, rompiendo su arteria carótida antes de arrancarle la cabeza.
- George "George" Denbrough: El primer personaje introducido en el libro, que sale a navegar su barco hecho de una hoja de periódico sólo para terminar dentro de una boca de tormenta. Segundos después Pennywise aparece y lo tienta con globos y comida de circo. George se niega en un principio a tomar su barco pero finalmente cede, Pennywise lo toma y arranca su brazo, susurrándole 'flotan' mientras se desangra hasta morir.
- Adrian Mellon: es un joven homosexual de Derry. Crece enamorado de la ciudad, a pesar de la violencia homofóbica, y sólo se compromete a dejarla para complacer a su pareja, Don Hagarty. Antes de salir, sin embargo, los dos asisten a una feria de la ciudad en julio de 1984 y, en el camino a casa, son acosados por tres jóvenes que odian a los homosexuales. El ataque sobre todo fue porque Adrián llevaba puesto un sombrero que ganó en la feria. Los tres homofóbicos arrojan a Adrián al canal y en ese momento es atacado por Pennywise quien lo saca y después presiona brevemente sus costillas hasta morir, Aunque Don y uno de los agresores, Chris Unwin, fueron testigos de esto, ninguna mención de Pennywise se hace en el juicio.
- Will Hanlon: es el padre de Mike Hanlon. Si bien muere de cáncer en 1962, le cuenta a Mike sobre sus experiencias en el Cuerpo Aéreo del Ejército en la década de 1920 y sobre el establecimiento del Black Spot, un club iniciado por Will y sus amigos de la Fuerza Aérea y originalmente destinado exclusivamente para miembros de la raza negra, pero poco a poco comenzó aceptar miembros de otras razas también. Él relata cómo, en el otoño de 1930, el club fue incendiado por un grupo de Maine: La Legión de miembros de la decencia Blanca, causando numerosas muertes. También le dice a Mike que fue testigo de un pájaro, el mismo pájaro gigante que casi mató a Mike en 1958, solo que esta vez se lleva a uno de los miembros de la decencia, no parecía estar volando sino que flotaba con ayuda de globos gigantes atados a sus alas.
- Norbert Keene: El Sr. Keene era el propietario y operador de la Farmacia en la calle central de Derry durante cincuenta años, a partir de 1925 hasta 1975. Administra medicación para el asma a Eddie y más tarde le revela que es sólo un placebo. Muchos años más tarde, Mike entrevista al señor Keene y este le cuenta la historia de la Pandilla de Bradley, un grupo de delincuentes que estaban escondidos en Maine después de varios robos de bancos en el oeste. Él le dice a Mike que, en 1929, un año antes que sucediera el incendio del Black Spot, toda la banda fue asesinada por los residentes de Derry en el momento en que se detuvieron en el centro de la ciudad para comprar municiones. Keene dice que en lugar de encubrir el caso, toda la ciudad pretendió que nunca ocurrió, incluyendo el jefe de policía Jim Sullivan, que incluso participó en los asesinatos. Por último, el Sr. Keene menciona ver a un payaso participar en el tiroteo, pero que estaba con traje de agricultor en vez de un traje de payaso tradicional. También señala que, aunque el sol estaba de lleno, el payaso no proyectaba ninguna sombra.
- Kay McCall: Íntima amiga de Beverly Marsh, una divorciada y escritora afluente de la literatura feminista. Beverly vuelve con ella cuando huía de su marido Tom. Kay es brutalmente agredida por Tom, que logra así extraerle con éxito todo lo que sabe sobre el paradero de su esposa desaparecida.
- Sonia Kaspbrak: La madre de Eddie, a quien cría en solitario después de quedarse viuda. Es una mujer obesa, histérica, obsesiva y posesiva, que fomenta la hipocondría en su hijo para mantenerlo emocionalmente atado a ella. Sus celos hacen que desconfíe de cualquier persona que intente acercarse a su hijo o ayudarle, sean amigos, profesores, personal sanitario o el sr. Keene. Por esta razón tampoco soporta al grupo de los perdedores, e incluso intenta que Eddie rompa los lazos con ellos tras el incidente con Henry Bowers que le lleva al chico al hospital. Precisamente en el hospital es donde Eddie (que ya había llegado a la conclusión que el Sr. Keene tenía razón en todo lo que le había contado, y que de ninguna manera quería separarse de sus amigos) acaba enfrentándose a su madre, con una firmeza y frialdad increíbles hasta para él mismo, por lo que Sonia acaba desistiendo en sus intentos de manipular.
- Zack y Sharon Denbrough: Los padres de Bill y de Georgie. Al principio son cariñosos y cercanos, pero tras la muerte de su hijo menor se vuelven fríos y distantes hacia Bill, e incluso entre ellos mismos. Recuperar su cariño es una de las principales motivaciones de Bill a la hora de querer encontrar a Eso y matarlo. Zack trabaja como electricista en una compañía hidroeléctrica, y sus conocimientos sobre la red de alcantarillado de Derry supondrán una fuente de información valiosísima para Bill y sus amigos.
- Andrew Rademacher: es el comisario de Policía de Derry en el presente. Profesional en su trabajo, se muestra sin embargo (como el resto de policías y autoridades de la ciudad) incómodo y ambiguo cuando se trata de encontrar explicaciones a la oleada de crímenes que asuela su ciudad, y totalmente reacio a aceptar cualquier misteriosa incongruencia que asome en las pruebas y en los testimonios. Muere como resultado de un extraño incidente, muy pocos días después de la catástrofe que destruye el centro de Derry.
- Sr. Nell: Es un policía de Derry en el tiempo en que los protagonistas son niños; de mediana edad, y con fuerte acento irlandés, por lo que a Richie le encanta imitar su voz. Se comporta de manera paternal con los niños cuando les descubre haciendo el dique y les ordena desmantelarlo. Su llegada oportuna salva a Eddie de las manos de Henry Bowers, dejándole "solo" con una fractura de brazo.
- Albert Carson: Antiguo jefe de bibliotecarios en la biblioteca pública donde Mike ocupa el mismo puesto. Carson es quien orienta a Mike en su investigación sobre la historia de Derry. Y es también uno de los muy escasos habitantes de la ciudad que intuye que existe alguna fuerza maligna en las profundidades de Derry que provoca tantas desgracias y matanzas, y que además lo hace con una periodicidad regular.

## Adaptaciones
- En 1990 se estrenó una miniserie de dos partes con un total de tres horas y trece minutos de duración, dirigido por Tommy Lee Wallace y presentando a Tim Curry como Pennywise. En esta versión se omitieron todos los detalles de sexualidad, violencia y gore explícitos, ya que estaba destinada al público televisivo. Además de Tim Curry, en esta versión aparecen los actores John Ritter como Ben Hanscom, Harry Anderson como Richie Tozier, Richard Masur como Stan Uris, Tim Reid como Mike Hanlon, Annette O'Toole como Beverly Marsh, Richard Thomas como Bill Denbrough y Dennis Christopher como Eddie Kaspbrak.[2]
- En 1998, United Studios Ltd. adaptó la historia creando una serie de televisión llamada Woh, estrenada en India en el canal de televisión Zee TV.
- El 8 de septiembre de 2017 se estrenó la película It, dirigida por Andrés Muschietti y escrita por Chase Palmer, Cary Fukunaga y Gary Dauberman. El payaso Pennywise es interpretado por Bill Skarsgård. La película abarca los eventos de la infancia de los protagonistas aunque ambientada a fines de la década de 1980. El 5 de septiembre de 2019 se estrenó su secuela It Capítulo Dos, dirigida también por Andrés Muschietti y escrita por Gary Dauberman. Bill Skarsgård retoma el papel de Pennywise junto con un elenco de actores nuevos: James McAvoy, Jessica Chastain, Jay Ryan, Bill Hader, Isaiah Mustafa, James Ransone y Andy Bean, los cuales interpretan a los miembros del Club de los Perdedores de la primera película It (William "Bill" Denbrough, Beverly "Bev" Marsh, Benjamin "Ben" Hanscom, Richard "Richie" Tozier, Michael "Mike" Hanlon, Edward "Eddie" Kaspbrak y Stanley "Stan" Uris), pero ahora en sus versiones adultas.

## Relación con otras obras de King
- El concepto de «Macrocosmos» es similar al establecido posteriormente en la serie de "La Torre Oscura". De la misma forma cuando un grupo de individuos conectados por un destino crean un grupo donde funcionan como una unidad a nivel mental, emocional y espiritual, tal como Los Perdedores, allí son descritos como un Ka-tet.
- En la saga de La Torre Oscura, la Tortuga es identificada como Maturin, uno de los doce guardianes que sostienen los pilares que soportan la torre y todos los universos. Mientras que "El Otro", creador de la Tortuga y Pennywise, es señalado como "Gan", la fuerza omnipotente que creó todos los universos, todo lo que existe y que se manifiesta físicamente con la forma de la Torre Oscura.
- Tanto la población de Derry como otras localidades ficticias próximas a la ciudad de Bangor (Maine), aparecen reflejadas en otras novelas de King.
- Uno de los supervivientes del incendio del club afroamericano, Dick Hallorann, aparece como el cocinero del Hotel Overlook en las novelas "El resplandor" y "Doctor Sueño".
- Steven "Bishoff" Dubay, uno de los jóvenes que atacaron a Adrian Mellon, es enviado a la prisión estatal de Shawshank. Esta prisión también figura en "Rita Hayworth y la redención de Shawshank".
- Pennywise aparece fugazmente en Los Tommyknockers, cuando Tony Jacklin, es enviado a Derry por suministros y comienza a enfermar por estar lejos de Haven, tiene una alucinación de Pennywise, quien había sido destruido tres años antes, asomando por una alcantarilla. También Ev Hillman, mientras se encuentra en Derry, dice escuchar risas provenientes del drenaje.
- En la novela "El cazador de sueños", hay una referencia explícita sobre Pennywise y su vida después del segundo enfrentamiento. Uno de los protagonistas del libro, Gary Jones, quien es manipulado mentalmente por una entidad de otro planeta (a quien llaman "Sr. Gris"), le comenta a este que en Derry entre 1984 y 1985 hubo una serie de desgracias y crímenes incluido un sujeto disfrazado de payaso que asesinó a muchos niños y que acabaron en una inundación que destruyó una parte del pueblo. Posteriormente cuando llegan a la torre depósito con intención de propagar un peligroso virus su sorpresa es mayúscula cuando en vez de la torre, encuentra una placa en homenaje a los caídos en aquel suceso, firmada a nombre de «Los perdedores: Bill, Ben, Bev, Richie, Eddie, Mike y Stan»; y un grafiti tapando sus nombres, que reza Pennywise vive.
- En la novela "Un saco de huesos", se menciona a Eso: «...Incluso es posible que allí haya una de las famosas criaturas de más allá del universo de William Denbrough, ocultas bajo el porche y mirando cómo me aproximo con sus ojos brillantes y rodeados de pus» (Es la misma descripción que da King cuando Eddie y Bill se topan con el monstruo). Además, el protagonista, Michael Noonan, es originario de Derry.
- En la novela "Cell", cuando Clay ve a un hombre atacando a un perro, cree que lo considerarían loco y lo encerrarían en el manicomio Juniper Hill, el mismo en el cual es confinado Henry Bowers.
- En la novela "Insomnia", el bibliotecario Mike Hanlon es el jefe del personaje Helen Deepneau. Además, se hace referencia a la "naturaleza mística" de Derry, los homicidios y la gran inundación de 1985.
- En la novela, Henry Bowers es recogido por el fantasma de Belch en un Plymouth Fury modelo 1958 rojo y blanco, el mismo auto que sale en la novela "Christine". Además, Henry recuerda que es el auto que su padre siempre quiso tener.
- El nombre de Patrick Hockstetter, el malvado chico psicópata, aparece también en la novela "Ojos de fuego", en este caso como un científico de mediana edad; dado que Patrick es devorado por Eso, se trata de otra persona: es un homenaje del propio King a algunos de sus personajes.
- En el último volumen de la saga de "La Torre Oscura" aparece un robot con el nombre de Bill Tartaja.
- En el cuento "El hombre que no quería estrechar manos" el protagonista de tan rara manía se llama Henry Bower.
- En la Novela de Blaze (bajo el seudónimo de Richard Bachman) hace referencia a los incendios de Maine en el bosque cuando Blaze va con el bebé y trata de esconderse en la nieve.
- En la novela "El cazador de sueños", uno de los protagonistas, Beaver, recuerda que los niños de Derry deben de tener cuidado porque "En Derry los niños suelen desaparecer".
- Beverly descubre el poco interés de los periódicos en las muertes dice que cuando un policía loco mató a tantas mujeres en Castle Rock haciendo referencia a "La zona muerta".
- Cuando los protagonistas bajan a las cloacas y llegan a la puerta que conduce al mundo de los "Fuegos Fatuos", aparece un dibujo grabado en esa puerta. Ese mismo grabado aparece en la novela "La cúpula" impreso en la caja que genera la cúpula.
- En la novela "11/22/63", parte de los acontecimientos se desarrollan en la localidad ficticia de Derry, en la cual el protagonista (Jake Epping) tiene un encuentro con dos de los personajes de "It", Ritchie Tozier y Beverly Marsh. También se nombran los asesinatos de varios niños (el primero de ellos George Denbrough) y que el causante de estas muertes podría ser "un lugareño que se disfrazaba de payaso". Otros personajes de "It", (los hermanos Corcoran) son mencionados, así como el Plymouth Fury modelo 1958 rojo y blanco, que tiene especial importancia en varios sucesos de esta novela. Además, Jake Epping estando en Derry en 1958, al ser un viajero del tiempo, menciona que lo poco que conocía sobre Derry era que en los años ochenta hubo una inundación, haciendo referencia a los desastres que hubo después de la muerte de Pennywise en 1985.
- En uno de sus libros más recientes, King nos da a entender que Pennywise murió definitivamente, el libro es Todo Oscuro, sin Estrellas (Full Dark, no Stars).
- En la novela "11/22/63" Jake Epping, el protagonista, estando en Derry va a las ruinas de la fundición Kitchener y encuentra la chimenea derrumbada donde cayó Mike Hanlon y mientras mira dentro dice escuchar cómo se movía y arrastraba algo dentro, además escucha en su cabeza como alguien le susurra: "Entra a ver. Olvidate de todo lo demás, Jake. Entra a ver. Entra a visitarme. El tiempo aquí no importa; el tiempo flota".
- En la novela, durante la reunión de 1985, se menciona que Derry es un lugar violento y que en Texas hay un pueblo donde casi no hay violencia, esto, atribuido a algo en el agua, aludiendo a "El final del desastre" relato corto de King.
- En la novela "Insomnia", Mike Hallon da algunos libros de estudio acerca del insomnio a Ralph Roberts.